# Несторос (дим)
Не́сторос (греч. Δήμος Νέστορος) — дим на территории Мессении. Население — 5 552 жителя. Делится на 8 муниципальных районов. Центр и крупнейший город — Хора. Основа экономики — сельское хозяйство и туризм.

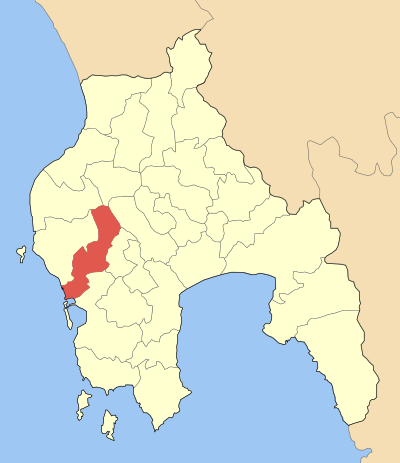
Расположение дима Несторас

В состав дима входят следующие муниципальные районы:
- Хора (Δ.δ. Χώρας)
- Амбелофито (Δ.δ. Αμπελοφύτου)
- Корифасион (Δ.δ. Κορυφασίου)
- Метаксада (Δ.δ. Μεταξάδας)
- Мирсинохорион (Δ.δ. Μυρσινοχωρίου)
- Палеон Лутрон (Δ.δ. Παλαιού Λουτρού)
- Романос (Δ.δ. Ρωμανού)
- Флесьяс (Δ.δ. Φλεσιάδος)